# The Lathe of Heaven
The Lathe of Heaven is een van de meest succesvolle romans van de Amerikaanse auteur Ursula K. Le Guin. Nadat het verhaal in 1971 eerst gepubliceerd was in het tijdschrift Amazing Stories, verscheen het in hetzelfde jaar in boekvorm bij Charles Scribner's Sons (VS), en in het jaar daarna bij Victor Gollancz Ltd (VK). Het is veelvuldig heruitgegeven en vertaald (ook in Nederland). Het is tweemaal verfilmd (voor televisie).
Wat betreft genre is het wat lastig te plaatsen: het is in elk geval deels sciencefiction, met misschien fantasy elementen, en een deel filosofie. Het is ook te lezen als een kritiek op de geestelijke gezondheidszorg.

## Fictionele wereld
Het verhaal is gesitueerd in de niet al te verre toekomst (ten opzichte van de verschijningsdatum van het boek), maar voortdurend in een andere realiteit. De enige constante, behalve een aantal kernpersonen, is het apparaat waarmee dromen gemonitord worden.

## Algemene karakteristieken
Elk hoofdstuk wordt voorafgegaan door een citaat, meest uit het werk van Zhuang Zi, maar ook van Lao-tse, van Victor Hugo en anderen. De titel is ontleend aan een vertaling van het werk van Zhuang Zi, maar mogelijk berust deze titel op een vertaalfout. De titel van de Duitse vertaling (Die Geißel des Himmels) gaat uit van een andere vertaling van hetzelfde Chinese origineel. De titel van de Nederlandse vertaling (Meesterdromer) lijkt geen verband te hebben met iets in het boek.
Een belangrijk thema van het verhaal betreft andere werkelijkheden. De hoofdpersoon kan de realiteit veranderen door zijn dromen. Of anders benaderd: tijdens zijn droom verplaatst hij zich naar een andere werkelijkheid. Of: wat is droom, wat is werkelijkheid? Omdat het boek draait om andere werkelijkheden wordt het wel beschouwd als een reactie op het werk van Philip K. Dick, die zich op zijn beurt positief heeft uitgelaten over het boek.
De hoofdpersoon heeft geen controle over hoe zijn dromen uitwerken, met als gevolg onverwachte neveneffecten. Hij heeft grote moeite met de verantwoordelijkheid voor de hele wereld die hij zo te dragen krijgt.
Als gevolg daarvan komt hij terecht bij een psychiater die gespecialiseerd is in dromen (oneirologist). Deze heeft een experimenteel apparaat waarmee dromen beïnvloed worden (de Augmentor; het enige echte sciencefiction-element in het boek). Als de psychiater erachter komt wat het effect is van de dromen van de hoofdpersoon, grijpt hij zijn kans om een betere wereld te verwerkelijken. De gevolgen zijn rampzalig. Het reddende motto blijkt uiteindelijk "With a Little Help from My Friends".
Een ander belangrijk thema is dus persoonlijke verantwoordelijkheid, ook voor behandelaars in de geestelijke gezondheidszorg. In welke gevallen kan welk doel welke middelen heiligen?

## Verder
Het boek won de Locus Award van 1972.
Het werd verfilmd met medewerking van de auteur: deze film (onder deze zelfde naam) werd op tv uitgezonden in 1980, werd goed ontvangen door het publiek, maar heruitzending was problematisch, omdat allerlei partijen recht hadden op een deel van elke opbrengst. Over heruitzending diende onderhandeld te worden, wat tot niets leidde. 
In 2002 werd een tweede verfilming uitgebracht (onder bijna dezelfde naam, maar zonder "The"); deze was veel minder getrouw aan het boek.
In Nederland is een vertaling verschenen (Prisma Pockets: 1637) onder de titel: Meester dromer (1e druk, 1974), Meesterdromer (2e druk, 1977), De meesterdromer (3e druk, 1984).